# Raymond Bley
Raymond Bley (19 de fevereiro de 1939 — 25 de março de 2012) foi um ciclista de estrada luxemburguês, que participou nos Jogos Olímpicos de 1960, realizados em Roma, Itália.
Ele competiu na prova 100 km contrarrelógio por equipes e terminou na modesta vigésima segunda colocação.